# Зентек, Ежи
Ежи Ян Антони Зентек (пол. Jerzy Jan Antoni Ziętek; 10 июня 1901, Шобишовице близ Глейвица (ныне Гливице), Верхняя Силезия — 20 ноября 1985, Забже) — польский государственный и политический деятель, генерал бригады Народного Войска Польского.

## Биография
Родился в селе Шобишовице (сегодня район Гливице) в прусской части Силезии. Основал в Глейвице Ассоциацию католической молодёжи, участвовал в деятельности Силезского образовательного общества святого Яцека. За участие в польском национальном движении в 1919 году был исключён из гимназии и сдал экзамены на аттестат зрелости перед польской комиссией в Бытоме. С 1920 года — член Польской военной организации. Участник Третьего силезского восстания 1921 года, состоял в 8-й роте 3-го батальона в Глейвице, сначала командовал взводом, затем всей ротой. Принимал участие в организации плебисцита в Верхней Силезии, по результатам которого Лига Наций передала большую часть Силезии Польше.
Так как Глейвиц остался на территории Германии, был вынужден переехать в польскую Силезию и поселился с семьёй в городе Тарновске-Гуры. Состоял на государственной службе, окончил курсы старших чиновников и сдал государственный экзамен, руководил бюджетно-экономическим отделом в старостве (районе), с 1927 — глава муниципалитета в Радзёнкуве. Активно помогал бывшим силезским повстанцам и безработным, руководил организацией водоснабжения и благоустройством. В 1930—1935 годах — депутат Сейма от Беспартийного блока сотрудничества с правительством, объединявшего сторонников Юзефа Пилсудского и Санации.

### Вторая мировая война
После начала Второй мировой войны эвакуировался из Силезии на восток и оказался в Галиции, занятой Красной армией. Некоторое время работал во Львове, затем на строительстве электростанции в Рыбинске. В 1943 вступил в Союз польских патриотов и 1-ю армию Войска польского, созданную на территории СССР. Был заместителем командира 6-го полка имени Генрика Домбровского, затем заместителем командира 3-й пехотной дивизии по политической части.

### Послевоенная карьера
В 1945 году вступил в Польскую рабочую партию (ППР), с 1948 — член Польской объединённой рабочей партии (ПОРП), в 1964—1981 — член Центрального комитета ПОРП. В 1947—1985 — депутат Сейма Польской Народной Республики. В 1949—1985 — заместитель председателя высшего совета Союза борцов за свободу и демократию — официальной ветеранской организации Польской Народной Республики.
В 1945—1950 — вице-воевода силезско-домбровский. В 1950—1964 — заместитель председателя, а в 1964—1973 — председатель президиума воеводского народного совета в Катовице. В 1973—1975 — воевода катовицкий. В 1963—1980 — член, а в 1980—1985 — заместитель председателя Государственного совета Польской Народной Республики. В 1971 году, к 50-летию Третьего Силезского восстания, произведён в генералы бригады. В 1977 получил почётный докторский диплом в Силезском университете. Автор воспоминаний о силезском повстанческом движении.
Внес большой вклад в послевоенное развитие Силезии. Инициатор создания воеводского парка культуры и отдыха, санаторно-курортного комплекса, дворца молодежи в Катовице, Силезского стадиона, памятника участникам Силезского восстания на горе св. Анны, Института онкологии в Гливице. Поддерживал развитие кинематографии в Силезии, деятельность известного режиссёра Казимежа Куца.

## Награды
Награждён Серебряным крестом военного ордена «Виртути Милитари», Кавалерским крестом, Офицерским крестом и Командорским крестом со звездой ордена Возрождения Польши, орденом Строителей Народной Польши, орденом «Знамя труда» I класса, Крестом Грюнвальда III класса, Силезским Крестом на ленте Доблести и Заслуги 1 класса и другими наградами.

## Память
В 1979 году Ежи Зентек стал главным героем документального фильма «Человек с тростью», отмеченного на фестивале в Кракове и удостоенного главного приза на фестивале в Лодзи. В 2001 году его имя присвоено Силезской школе управления в Катовице, в 2005 году в Катовице был открыт памятник Зентеку. По данным опроса, проведённого изданием Gazeta Wyborcza, он был назван вторым по значению силезцем XX века после лидера польского национального движения в Силезии Войцеха Корфанты.